# Pétronille (roman)
Pétronille est le vingt-troisième roman d'Amélie Nothomb, publié en 2014 aux éditions Albin Michel.

## Résumé
Le roman raconte une amitié ; Amélie Nothomb relate sa rencontre avec Pétronille Fanto lors d'une dédicace dans une librairie. Rapidement, elle sent que cette femme est différente de ses autres lecteurs, qu'un certain charisme se dégage d'elle, et Nothomb, buveuse de champagne, se dit qu'elle pourrait enfin avoir trouvé  une compagne  ou « convigne » de boisson afin de goûter à l'ivresse partagée. L'autrice évoque également une rencontre avec Vivienne Westwood, qu'elle devait interviewer, ou encore une descente à ski faite en état de quasi-ivresse,,,.

## Prix et récompenses
Le roman figure dans la première sélection du prix Renaudot 2014.

## Autofiction
De l'avis d'Amélie Nothomb elle-même, le personnage de Pétronille Fanto est une transposition de l'écrivaine française Stéphanie Hochet, dont les œuvres sont énumérées sous des déguisements transparents.